# جهد تحلل
جهد تحلل (بالإنجليزية: Decomposition voltage)‏ في الكيمياء الكهربية فرق الجهد الكهربي في خلية تحليل كهربي اللازم بين المصعد والمهبط لتسيير عملية التحليل الكهربائي. عند هذا الجهد تبدأ عملية تحليل المحلول بواسطة قوى التجاذب بين الأقطاب من ناحية والأيونات في المحلول والتي تكون في صورة كاتيونات وأنيونات.
تأتي تلك التسمية عن العالم ماكس لو بلان. فقد قام «بلان» عام 1892 باختبار محاليلا مختلفة المولية لأملاح فلزات وتعيين الجهد الأدنى اللازم لترسيب الفلز (على القطب السالب). وقد شكلت نتائجه أساس ترتيب جهد اختزال المواد المختلفة.
كما قام ماكس لو بلان بدراسة جهد تحلل الأحماض والقلويات - ووجد أنه ينتج عن ذلك الهيدروجين والأكسجين على القطبين في معظم الأحوال. وقد عين جهد التحلل ووجده نحو 65و1 فولت للأحماض الغير عضوية (مثل حمض الفسفوريك وحمض الكبريتيك) وللقلويات غير العضوية (مثل هيدروكسيد الصوديوم وهيدروكسيد البوتاسيوم)، أما جهد تحلل حمض الهيدروكلوريك فوجده 26و1 فولت.
يمكن حساب جهد الأقطاب بواسطة معادلة نرنست. وأحيانا تنشأ ما يسمى «الجهد الإضافي» التي لابد من أخذها في الحسبان. ويعتمد الجهد الإضافي على مادة القطبين، وعلى هيئة سطحه. تلك الخواص يجب تعيينها عمليا حيث لا توجد طريقة لحسابها حتى الآن. ولا تزال مسألة «الجهد الإضافي» غامضة، ولكن يعتقد كثير من العلماء أنها تتعلق بحالة من صفات طاقة التنشيط. أي أن هذا الموضوع لا يزال محتاجا إلى البحث العلمي.

## اقرأ أيضا
- تحليل كهربائي
- اختزال
- تفاعل أكسدة-اختزال
- بطارية الرصاص
- تفكك كيميائي
- كيمياء كهربية
- قائمة الجهود القياسية